# Самогубство Миколи Хвильового
Самогубство Миколи Хвильового (справжнє ім'я Микола Григорович Фітільов) — позбавлення себе життя (суїцид), яке вчинив Микола Хвильовий 13 травня 1933 року. Смерть настала у результаті пострілу у скроню з пістолета та знаменувала крах ідеї націонал-комунізму.

## Самогубство
13 травня 1933 року до Миколи Хвильового прийшли письменники Микола Куліш та Олесь Досвітній. Письменники обговорювали арешт Михайла Ялового, що стався напередодні, було вирішено домагатися прийому прокурора Верховного суду УСРР Лева Ахматова. Коли письменники вирішили розходитися, Хвильовий вийшов до свого кабінету, де й застрелився, залишивши 2 передсмертні записки. Одну з них він адресував своїй доньці, іншу товаришам-письменникам:
| Арешт Ялового — це розстріл цілої генерації. За що? За те, що ми були найщирішими комуністами? Нічого не розумію. За генерацію Ялового відповідаю перш за все я, Микола Хвильовий. «Отже», як говорить Семенко... ясно... Сьогодні прекрасний сонячний день. Як я люблю життя — ви й не уявляєте. Сьогодні 13-те. Пам'ятаєте, як я був закоханий у це число? Страшенно боляче. Хай живе комунізм. Хай живе соціалістичне будівництво. Хай живе комуністична партія. Р. S. Все, в тому числі авторські права, передаю Любові Уманцевій. Дуже прошу товаришів допомогти їй і моїй матері. Микола Хвильовий. 13. V. 1933 р. |